# San Giorgio del Sannio
San Giorgio del Sannio (San Giorgio la Montagna fino al 1929) è un comune italiano di 9 648 abitanti della provincia di Benevento in Campania.

## Geografia fisica

### Territorio e clima
San Giorgio del Sannio è il terzo comune della provincia di Benevento per popolazione, con quasi 10 mila abitanti, affermandosi nel corso del tempo come uno dei centri più importanti della Provincia. Esso è inoltre il 36º a livello provinciale per estensione territoriale, con i suoi 22,34 km². La sede comunale è posta a 380 m s.l.m.; tuttavia sul territorio comunale si registra una notevole escursione altimetrica, si passa infatti da 124 a 508 m di altitudine, dunque da una zona pianeggiante a una quasi montana, come la località Toppa (al confine con San Martino Sannita e precisamente con la frazione di Cucciano Inferiore). Il nucleo abitato maggiore è diviso in tre quartieri: San Giorgio Centro, corrispondente a tutta l’area lungo Viale Spinelli e dintorni, Sant’Agnese e Ginestra. Più in alto troviamo le località Piano, San Rocco e Marzani mentre nei pressi della SS da e per Benevento sorge il piccolo nucleo di Monterone. Infine, spostandoci verso le campagne, ci sono le località Cesine, San Giovanni a Morcopio e Costa d’Arco. Il clima è continentale, con estati calde e secche e inverni freschi e umidi. Ciononostante all’interno del territorio comunale sono presenti delle significative differenze, difatti l’afa in estate e la nebbia d’inverno sono tipiche delle aree pianeggianti che delle zone collinari. Si rileva poi una notevole escursione termica tra inverno, quando le temperature si mantengono piuttosto basse, in genere al di sotto dei 10 °C e talvolta scendono addirittura sotto zero ed estate, quando le temperature restano per mesi al di sopra della media stagionale con punte di 40 °C. Le precipitazioni variano di molto durante l’anno, in estate infatti sono quasi del tutto assenti fatta eccezione per qualche locale temporale estivo che, nonostante scarichi al suolo un’enorme quantità d’acqua in pochi minuti creando pur qualche disagio, non riesce a “riparare” i danni creati da mesi e mesi di siccità. In inverno, al contrario, le precipitazioni sono piuttosto frequenti anche se meno abbondanti, tuttavia si tratta perlopiù di precipitazioni liquide mentre è più raro veder scendere la neve, dal momento che in genere si registra una nevicata all’anno. Un evento memorabile è la nevicata del 2012, quando, a causa di un’ondata di freddo estremo, la cittadina è stata sepolta da oltre mezzo metro di neve che, tra l’altro, è caduta per diversi giorni e a più riprese. Da allora non si è più assistito a nevicate di quella portata ma comunque si è avuta la possibilità di vedere il paesaggio imbiancato.

## Origini del nome
L'attuale denominazione ha sostituito la vecchia di San Giorgio della Montagna di Montefusco (dal feudo di Montefusco); il nome fu dapprima cambiato in "San Giorgio la Montagna", rimanendo tale fino al 1929 (si narra che Arturo Bocchini, capo della polizia e persona allora assai influente, stanco di essere chiamato il montanaro fece in modo che la denominazione del comune fosse cambiata in San Giorgio del Sannio).

## Storia
La zona più antica di San Giorgio del Sannio si stende lungo una dorsale collinare poco al di sopra dell'attuale paese, che solo da pochi anni è stata nuovamente rivalutata e abitata.
Il paese è formato da quattro frazioni principali: San Giorgio Centro, Sant'Agnese, Ginestra e San Rocco.
Nel territorio comunale si trovano ancora il Piano ("Vecchio paese"), Monterone, Cesine, i Marzani e San Giovanni.
Le zone di San Giorgio Centro, Sant'Agnese, Ginestra e San Giovanni a Morcopio sono alcune delle zone abitate fin dai tempi dei romani grazie al passaggio della via Appia; anche se le prime date ufficiali risalgono al 1135, con la presenza di molte monete e cimeli romani che fanno pensare ad un insediamento romano.
Fino al 1811 furono casali di Montefusco nell'ambito dell'allora provincia di Principato Ultra (di cui la stessa Montefusco era stata capoluogo fino al 1806).
Un assetto importante al paese lo diede Carlo III Spinelli (1678-1742), che nell'attuale piazza Risorgimento fece costruire il suo palazzo, una fontana, un deposito e la nuova chiesa. Nel 1720 vi fondò un monastero di monache, che poi, aggiunto all'antico palazzo baronale, formò l'Educandado delle Salesiane.
Prima dei Principi Spinelli (1677), il paese era feudo degli Iamvilla, cui fu dato da Giovanna II, e poi dei Malanotte.

## Monumenti e luoghi d'interesse

### Architetture religiose
- Chiesa madre di San Giorgio Martire - Santuario Diocesano San Gerardo Maiella, con annesso il monastero della Visitazione
- Chiesa di Sant'Agnese e Santa Margherita - Santuario di Santa Maria del Carmine, a Sant'Agnese
- Chiesa di Santa Maria, a Ginestra
- Chiesa di San Francesco
- Chiesa di San Rocco, a Marzani
- Chiesa di San Marco Evangelista, a Monterone
- Chiesa di San Giovanni Apostolo ed Evangelista, a San Giovanni a Morcopio (La chiesa è l'unica parte restante di un antico monastero risalente al 1130)

### Architetture civili
- Piazza Risorgimento
- Piazza Immacolata
- Piazza IV Novembre
- Piazza D. Scarlatti
- Piazza L. Bocchini
- Piazza della Costituzione
- Piazza De Gregorio
- Piazza C. Bocchini (Marzani)
- Piazza del Municipio
- Piazza G. Leopardi

Palazzi signorili
- Palazzo dei principi Spinelli, sito nella centrale piazza Risorgimento
- Palazzo Nisco, in piazza Risorgimento
- Palazzo del Cav. Enrico Nisco, nei pressi di piazza Risorgimento
- Palazzo Bocchini a Marzani, in piazza C. Bocchini
- Palazzo Bocchini, posto sul viale principe Carlo III Spinelli
- Palazzo Bocchini di Ginestra, sito in piazza L. Bocchini
- Palazzo baronale Dell'Aquila, a Ginestra
- Palazzo Baldassarre, posto in piazza Immacolata
- Palazzo dei baroni Ventimiglia, a Sant'Agnese

Statue e monumenti
- Monumento ai caduti, di fronte alla casa comunale
- Piazza Risorgimento, con al centro una fontana con 4 delfini, ricostruita nel 2004. Fu restaurata per la prima volta nel 1939, ampliata ed abbellita nel 1953.
- Busto marmoreo, su capitello di marmo e lapide, in onore di Carlo III Spinelli, principe del paese, situato in un angolo di piazza Risorgimento, con la seguente dedica:

conferi al paese lustro e dignità magnificando

con opere ed azioni,

l'amministrazione civica in memoria pose

23 aprile 2003»
- Statua della Madonna dell'Immacolata, nell'omonima piazza, su capitello di marmo con la seguente dedica:

interpretando la fede e la pietà Mariana del popolo,

questo monumento eresse a ricordo del primo centenario

della definizione dogmatica della Concezione Immacolata di Maria.

San Giorgio del Sannio Anno Mariano 1954.»
- Nel 2009, la locale società ciclistica Velo Club San Giorgio, con il patrocinio dell'amministrazione comunale ha collocata sul Viale Spinelli una scultura-monumento per ricordare la tappa del 70º Giro d'Italia del 1987. La scultura è posta nello stesso punto dove era sistemato il traguardo della più importante gara ciclistica italiana.

## Società

### Evoluzione demografica
Grafico sulla popolazione di San Giorgio del Sannio 1861-2025

## Cultura

### Istruzione
Nel comune è presente l'Istituto Comprensivo Statale "Rita Levi Montalcini" comprendente 3 plessi per la Scuola dell'Infanzia (San Giorgio Centro, Sant'Agnese e Ginestra), 3 plessi per la Scuola Primaria (San Giorgio Centro, Sant'Agnese e Ginestra) e 1 plesso per la Scuola Secondaria di Primo Grado. Il paese vanta, inoltre, la presenza dell'Istituto di Istruzione Superiore "Virgilio" che comprende il liceo classico, il liceo scientifico e l'istituto tecnico chimico, esse sono scuole legate fortemente al proprio territorio e rappresentano un riferimento culturale, sociale ed identificativo per la cittadina.

## Economia
Si presenta come una cittadina moderna e commerciale, in continua espansione. Ha una superficie agricola utilizzata di 1530,81 ettari.
Prodotti: L'agricoltura produce tabacco, uva da vino, olio, cereali, gelsi, frutta e foraggi. È praticato l'allevamento di bovini e suini. Sono presenti varie attività artigianali varie. L'industria opera nei settori alimentare, dell'abbigliamento e del legno.

## Amministrazione
| Periodo | Periodo | Primo cittadino   | Partito                     | Carica      | Note |
| ------- | ------- | ----------------- | --------------------------- | ----------- | ---- |
| 1988    | 1990    | Giuseppe Romano   | Democrazia Cristiana        | Sindaco     |      |
| 1990    | 1993    | Leopoldo Mirra    | Democrazia Cristiana        | Sindaco     |      |
| 1993    | 1997    | Bruno Boniello    | Democrazia Cristiana        | Sindaco     |      |
| 1997    | 2000    | Vincenzo Zampetti | Cristiani Democratici Uniti | Sindaco     |      |
| 2000    | 2001    | Vincenzo Lubrano  |                             | Commissario |      |
| 2001    | 2011    | Giorgio Nardone   | Lista civica                | Sindaco     |      |
| 2011    | 2016    | Claudio Ricci     | Lista civica                | Sindaco     |      |
| 2016    | 2021    | Mario Pepe        | Lista civica                | Sindaco     |      |
| 2021    | 2023    | Angelo Ciampi     | Lista civica                | Sindaco     |      |
| 2023    | 2024    | Patrizia Vicari   |                             | Commissario |      |
| 2024    |         | Giuseppe Ricci    | Lista civica                | Sindaco     |      |

## Sport

### Ciclismo
Il Giro d'Italia ha toccato più volte il comune di San Giorgio del Sannio con partenze ed arrivi.
Nel 1987 il Giro vi arrivò e ripartì il giorno dopo. Nella tappa che arrivò a San Giorgio del Sannio ci fu la vittoria di Paolo Rosola, nella tappa del giorno successivo, che partì da San Giorgio, ci fu la vittoria di Urs Freuler
Dopo 25 anni, nel 2012, il Giro tornò nella cittadina con una partenza di tappa, la tappa arrivava a Frosinone e la vittoria andò a Francisco Ventoso
Nel 2015 San Giorgio tornò ad ospitare un arrivo di tappa del Giro la vittoria di tappa andò a Paolo Tiralongo.